# Teton Glacier
Der Teton Glacier ist ein Gletscher im Grand-Teton-Nationalpark im Westen des US-Bundesstaates Wyoming und mit einer Fläche von 0,21 km² der flächenmäßig größte der 11 benannten Gletscher der Teton Range. Er liegt in einem Kar an der Nordostflanke des Grand Teton und südlich des Mount Owen am oberen Ende der Schlucht Glacier Gulch. Der Teton Glacier entwässert sich in den Delta Lake und über die Glacier Falls in den Cottonwood Creek und später in den Snake River. Im Jahr 1971 hatte der Gletscher eine Länge von 1100 m und eine Breite von 340 m. Zwischen 1967 und 2006 verlor der Gletscher rund 20 % seiner Fläche, diese verringerte sich von 26 ha auf 21 ha.

## Belege
1. ↑  Geonames: Teton Glacier. Abgerufen am 13. April 2021.
2. ↑  Naturalatlas: Teton Glacier. Abgerufen am 13. April 2021 (englisch).
3. ↑  Love, J.D.; John C. Reed Jr (1971): Creation of the Teton Landscape. Hrsg.: National Park Service.
4. ↑  Edmunds, Jake; et al. (Februar 2012): Glacier Variability (1967-2006) in the Teton Range, Wyoming, United States. Hrsg.: Journal of the American Water Resources Association. S. 187–196.